# بلکوود (نیوجرسی)
بلکوود (به انگلیسی: Blackwood) یک منطقهٔ مسکونی در ایالات متحده آمریکا است که در نیوجرسی واقع شده‌است. بلکوود ۳٫۱۹۹ کیلومتر مربع مساحت و ۴٬۵۴۵ نفر جمعیت دارد و ۱۴ متر بالاتر از سطح دریا واقع شده‌است.